# GtkHTML
GtkHTML ist eine freie, eingestellte Browser-Engine, die in C geschrieben ist und GTK benutzt. Das Projekt ist eine Abspaltung von KHTML. Es wurde von Larry Ewing und später mit Unterstützung von Ettore Perazzoli entwickelt und von Ximian (heutiger Name: Xamarin), bevor die Firma von Novell aufgekauft wurde, veröffentlicht.
GtkHTML war Teil der Desktop-Umgebung Gnome, wird jedoch nicht mehr eingesetzt. In manchen Apps wurde sie zwischenzeitlich durch die Gecko-Engine von Mozilla ersetzt. Mittlerweile kommt nur noch die WebKit-Engine, die von KHTML stammt und von Apple entwickelt wird, zum Einsatz.
In dem Instant-Messaging-Programm Gaim, heute Pidgin, kam kurzzeitig eine gleichnamige, aber vollkommen unabhängig entwickelte Browser-Engine zum Einsatz.